# Villingilivaru
Villingilivaru est une petite île inhabitée des Maldives. Elle constitue une des îles-hôtel des Maldives en accueillant le Ranveli Island Resort, auparavant Villivaru Island Resort, depuis 1981. Elle fut habitée jusque 1830. L'île devint ensuite une colonie de lépreux. Au départ mixte, les hommes furent par après transférés sur l'île voisine de Biyaadhoo.

## Géographie
Villingilivaru est située dans le centre des Maldives, dans le Sud-Est de l'atoll Malé Sud, dans la subdivision de Kaafu. 